# Ernsbach (Odenwald)
Ernsbach is een plaats in de Duitse gemeente Erbach (Odenwald), deelstaat Hessen, en telt 112 inwoners (2006).